# Ralph Hammerthaler
Ralph Hammerthaler (* 2. Dezember 1965 in Wasserburg am Inn) ist ein deutscher Schriftsteller.

## Leben
Er studierte in München, Berlin und Jena und schrieb in Soziologie eine Dissertation über Politische Öffentlichkeit. Für seine Promotion erhielt er von 1994 bis 1998 ein Stipendium der Hans-Böckler-Stiftung. Nach acht Jahren als Autor im Feuilleton der Süddeutschen Zeitung, davon zwei Jahre als Kulturredakteur in Berlin, begann er, Romane, Erzählungen und Essays zu schreiben sowie Theaterstücke und Opernlibretti. Sein Libretto Die Bestmannoper über den NS-Kriegsverbrecher Alois Brunner wurde von Alex Nowitz vertont und 2006 im Beisein von Serge und Beate Klarsfeld uraufgeführt; seine Stücke sind in mehrere Sprachen übersetzt. Er war Gastdramaturg an der Berliner Schaubühne und er ist Socio Honorario des Teatro Sombrero Azul in Mexiko-Stadt. Er war Stadtschreiber in Dresden, Rheinsberg, Prishtina und Split sowie Straßenschreiber in Oberhausen. Sein literarisches Werk wurde vielfach ausgezeichnet. Die Süddeutsche Zeitung lobte seinen Roman Unter Komplizen als „Künstlerroman der Gegenwart mit verheißungsvollem Drive“.

## Werke

### Romane
- Das automatische Reich, Roman. Berlin: Quintus Verlag 2025. ISBN 978-3-96982-109-1
- Kurzer Roman über Hooligan Til, Roman. Berlin: Quintus Verlag 2022. ISBN 978-3-96982-050-6
- Die fünfte Nacht, Roman. Berlin: Quintus Verlag 2021. ISBN 978-3-96982-011-7
- Kosovos Töchter, Roman. Berlin: Quintus Verlag 2020. ISBN 9783947215867
- Unter Komplizen, Roman. Berlin: Verbrecher Verlag 2018. ISBN 9783957323057
- Kurzer Roman über ein Verbrechen, Roman. Berlin: Verbrecher Verlag 2016. ISBN 9783957321947
- Der Sturz des Friedrich Voss, Roman. Köln: DuMont Buchverlag 2010 ISBN 978-3-8321-9540-3
- Aber das ist ein anderes Kapitel, Roman. Wasserburg: Poss Verlag 2007 ISBN 978-3-9810422-3-8
- Alles bestens, Roman. Reinbek: Rowohlt Verlag 2002 ISBN 978-3498029661

### Theaterstücke
- Zweikampf, in: Theater der Zeit, Februar 2018, S. 54–64.
- Alleinunterhalter, uraufgeführt am 21. Juni 2015 in Halle, Neues Theater (albanische Erstaufführung 2018 in Prishtina).[8]
- ein Gott eine Frau ein Dollar, uraufgeführt am 25. Februar 2013 in München, proT.
- Schnappräuber, uraufgeführt am 6. November 2005 in München, ZKMax (spanische Erstaufführung 2008 in Mexiko-Stadt; russische Erstaufführung 2010 in Omsk).
- Hier ist nicht Amerika, uraufgeführt am 2. Dezember 2004 in Düsseldorf, Forum Freies Theater Kammerspiele.

### Opernlibretti
- Die Nacht des Brokers (Musik  Christoph Reiserer), uraufgeführt am 22. Februar 2010 in München, Muffathalle.
- Der Schlaftöter, Monodram (Musik Alex Nowitz), uraufgeführt am 8. Februar 2008 in Potsdam, Schiffbauergasse  fabrik.
- Moshammeroper (Musik Bruno Nelissen), uraufgeführt am 23. August 2007 in Berlin, Neuköllner Oper.
- Die Bestmannoper (Musik Alex Nowitz), uraufgeführt am 8. April 2006 in Osnabrück, Theater Osnabrück.

### Erzählungen, Essays, Biografien
- Hier lang. Unverlangte Poetikvorlesung. Berlin: Quintus Verlag 2024. ISBN 978-3-96982-086-5
- TikTok Meiderich Süd, in: Literaturgebiet.Ruhr (Hg.): Wie weiter? 25 literarische Aussichten zum Ruhrgebiet. Köln: Eichborn Verlag 2021, S. 131–138. ISBN 978-3-8479-0096-2
- Bildet Banden (aber schaut, mit wem), in: Christiane Kussin (Hg.): Was bleibet aber ... Literatur im Land. Katalog und Lesebuch. Berlin: ALG 2021, S. 26–27.
- Jenseits von Gaza, Die mittlere Schwester, Der Grüne Ibrahim, in: Larissa Boehning/Jörg Feßmann/Marion Neumann (Hg.): Baba, wie lange fahren wir noch? Erzählungen. Berlin: Akademie der Künste 2019, S. 21–51, S. 156–169, S. 223–236. ISBN 978-3-88331-233-0
- Marktstraße. Oberhausen: Literaturhaus Oberhausen 2018.
- Alexeij Sagerer. liebe mich – wiederhole mich, Künstlerische Biografie. Berlin: Verlag Theater der Zeit 2016. ISBN 978-3-95749-086-5
- Der Bolschewist. Michael Tschesno-Hell und seine DEFA-Filme. Berlin: Bertz + Fischer Verlag 2016. ISBN 978-3865054098
- Unsere Kumpeline, in Thilo Bock/Peter Wawerzinek: Das auffallend unauffällige Leben der Haushälterin Hannelore Keyn in der Villa Grassimo zu Wewelsfleth. Geistergeschichten. Berlin: Verbrecher Verlag 2016, S. 132–133. ISBN 9783957321954
- 16 – Worauf es ankommt, wenn du jung bist. Rheinsberger Bogen 36. Rheinsberg: Kurt-Tucholsky-Literaturmuseum 2012.
- Gespenster. Eine Nacht im Schauspielhaus, in: Wilfried Schulz/Harald Müller/Felicitas Zürcher (Hg.): Schauspielhaus Dresden. 100 Jahre Schauspielhaus. Berlin: Verlag Theater der Zeit 2012, S. 315–319. ISBN 978-3-943881-01-1
- Der komische Dichter. 197 Jahre tot, in: Ulrich Katzer/Wolfgang de Bruyn/Markus Wieners (Hg.): Kleist oder Die Ordnung der Welt. Berlin: Verlag Theater der Zeit 2008, S. 136–145. ISBN 9783940737137
- Sieben Briefe, in: Dieter Stolz (Hg.): Damals hinterm Deich. Geschichten aus dem Alfred-Döblin-Haus. Göttingen: Steidl Verlag 2002, S. 199–209. ISBN 978-3-88243-848-2
- Die Weimarer Lähmung. Kulturstadt Europas 1999 – Szenisches Handeln in der Politik. Berlin: Lukas Verlag 1998. ISBN 978-3-931836-19-1
- Theater in der DDR. Chronik und Positionen. (Christa Hasche, Traute Schölling und Joachim Fiebach als Autoren der Chronik.) Berlin: Henschel Verlag 1994. ISBN 978-3894872007

### Als Herausgeber
- Elisabeth Schweeger: Täuschung ist kein Spiel mehr. Nachdenken über Theater. Berlin: Verlag Theater der Zeit 2008. ISBN 978-3940737229
- Räumungen. Von der Unverschämtheit, Theater für ein Medium der Zukunft zu halten. Berlin: Alexander Verlag 2000. ISBN 978-3-89581-048-0